# Lockheed XP-49
Lockheed XP-49 – prototypowy samolot myśliwski zaprojektowany w zakładach Lockheeda jako następca P-38 Lightning.

## Historia
11 marca 1939 dowództwo USAAC wystosowało memorandum Circular Proposal 39-775 skierowane do zakładów lotniczych dotyczącego nowego, dwusilnikowego myśliwca przechwytującego. Jednym z głównych warunków miało być to, że nowy samolot powinien wykorzystywać jak najwięcej części z istniejących już samolotów.
Projekt Lockheeda, który otrzymał wewnętrzne oznaczenie "Model 222", był ewolucyjną wersją P-38. Prototyp samolotu miał zostać wyposażony w 24-cylindrowe silniki Pratt & Whitney X-1800-SA2-G, a wersja produkcyjna miała używać silników Wright R-2160 "Tornado". Uzbrojenie samolotu miały stanowić dwa działka 20 mm i cztery karabiny maszynowe 12,7 mm. W odróżnieniu od Lightninga nowy samolot miał mieć zamknięta, ciśnieniową kabinę pilota. Łączna pojemność zbiorników z paliwem miała wynosić ok. 1135 litrów (pojemność zbiorników P-38 wynosiła ok. 870 litrów). Maksymalna prędkość samolotu z silnikami Pratt & Whitney została wyliczona (zbyt optymistyczne) na 761 kilometrów na godzinę na wysokości 6100 m, a wersja produkcyjna z silnikami Wright miała osiągać do 805 km/h na tej samej wysokości.
Konkurs został rozstrzygnięty 3 sierpnia 1939, projekt Lockheeda został wybrany przez USAAC jako najbardziej obiecujący i otrzymał oficjalne oznaczenie XP-49 (wewnętrzna nazwa projektu zmieniła się wówczas na "Model 522"), na drugim miejscu znalazł się samolot Grummana XP-50, który był rozwinięciem prototypowego XF5F-1 Skyrocket.
8 stycznia 1940 podpisano kontrakt na konstrukcję jednego prototypu nowego samolotu.

## Konstrukcja prototypu
Początkowo prace projektowe posuwały się bardzo wolno, jako że zakłady Lockheeda były zajęte pracami nad Lightningiem, szczegółowe plany zaczęły powstawać dopiero 23 grudnia 1940 pod kierownictwem Carla Haddona. Około 2/3 konstrukcji samolotu było identycznej z P-38, główne różnice polegały na innym mocowaniu silników, bardziej wytrzymałym podwoziu i kabinie ciśnieniowej (wzorowanej na kokpicie XP-38A). Już wkrótce zorientowano się, że proponowane silniki Pratt & Whitney X-1800 czy Wright R-2160 Tornado są zbyt mocne i zdecydowano się na zastąpienie ich eksperymentalnymi, 12-cylindrowymi silnikami Continental XIV-1430-9/11 o mocy 1540 KM.
Ponieważ samolot bazował ze znacznej części na istniejącej już konstrukcji, prace nad budową prototypu trwały stosunkowo krótko, ale z powodu problemów z eksperymentalnymi silnikami Continental pierwszy lot prototypu XP-49 (numer seryjny 40-3055) odbył się dopiero 14 listopada 1942, za sterami samolotu zasiadł doświadczony oblatywacz Joe Towle.
Loty przerwano już tydzień później aby wymienić silniki Continental na model XIV-1430-13/15 o mocy 1350KM przy starcie (1600 KM na wysokości 7620 m). Zastąpiono także wówczas standardowe zbiorniki paliwa zbiornikami samozasklepiającymi się i dodano opancerzenie kabiny pilota.
Po ponownym rozpoczęciu lotów okazało się, że po ostatnich modyfikacjach, które zwiększyły masę własną samolotu, jego maksymalna prędkość wynosiła około 650 kilometrów na godzinę na wysokości 4572 metrów zamiast oczekiwanej 724 km/h na wysokości 7620 m.
XP-49 został poważnie uszkodzony przy lądowaniu 1 stycznia 1943 po poważnej awarii w czasie lotu, kiedy zawiodły systemy elektryczne i hydrauliczne samolotu. W czasie kiedy go naprawiano dokonano w nim następnych modyfikacji; najważniejszą z nich było wydłużenie sterów pionowych o 19,7 centymetra.  Następny lot prototypu odbył się dopiero 16 lutego 1943, a sam samolot został przekazany do wojska 26 czerwca 1943 – prawie 27 miesięcy później, niż pierwotnie planowano.
W tym czasie USAAF nie był już zainteresowany samolotem, jako że jego osiągi były gorsze od będącego już w użyciu P-38J oraz z powodu wielu kłopotów i problematycznej przyszłości silników Continental. Przy braku zainteresowanie USAAF samolot został przejęty przez Armię, która kontynuowała testowanie XP-49 na lotnisku Wright Field. Jednak z powodu wielu problemów z silnikami i układem paliwowym loty odbywały się stosunkowo rzadko. Ostatnim testem, w jakim wziął udział ten prototyp, była symulacja "twardego lądowania" – został on po prostu spuszczony z dźwigu na betonową powierzchnię lotniska. Ostatecznie został złomowany w 1946.

## Opis konstrukcji
XP-49 był dwusilnikowym, jednomiejscowy, dwukadłubowym średniopłatem o konstrukcji metalowej. Aby przeciwdziałać momentowi obrotowemu generowanemu przez śmigła, były one napędzane przez silniki w przeciwnych kierunkach, patrząc od ogona samolotu prawe śmigło obracało się w kierunku ruchu wskazówek zegara, a lewe śmigło odwrotnie. Chowane podwozie z kołem przednim.